# Zrosłowieczek solniskowy
Zrosłowieczek solniskowy (Hennediella heimii (Hedw.) R.H. Zander) – gatunek mchu należący do rodziny płoniwowatych (Pottiaceae Schimp.).

## Rozmieszczenie geograficzne
Występuje w Ameryce Północnej, na południu Ameryki Południowej, w Europie, Azji, Australii, Nowej Zelandii i Antarktydzie.

## Morfologia
GametofitListki jajowate do szeroko lancetowatych, sztywne.
SporofitSeta długości 5–15 mm. Puszki zarodni bez perystomu.

## Systematyka i nazewnictwo
Synonimy: Bryum antarcticum Hook. f. & Wilson, Desmatodon heimii (Hedw.) Mitt., Gymnostomum heimii Hedw., Pottia charcotii Cardot, Pottia heimii (Hedw.) Hampe, Pottia heimioides Kindb.

## Zagrożenia
Gatunek został wpisany na czerwoną listę mszaków województwa śląskiego z kategorią zagrożenia RE (regionalnie zanikły, stan na 2011 r.), na Słowacji nadano mu kategorię CR (skrajnie zagrożony wyginięciem, 2001 r.).